# Klungan
Klungan är en humorgrupp från Umeå bestående av Mattias Fransson, Carl Englén, Sven Björklund och Olof Wretling. 

## Verksamhet
Sedan hösten 2003 har Klungan satt upp olika humorföreställningar i Umeå och turnerat i Sverige. De står bland annat bakom föreställningarna Stämning och Jag är en fågel nu. Hösten 2008 gjorde de en Sverigeturné med föreställningen Det är vi som är hemgiften, som regisserats av Birgitta Egerbladh. Under hösten 2011 turnerade Klungan med föreställningen Se oss flyga över scenen i fruktansvärda hastigheter. I januari 2014 hade Klungans föreställningen På rätt sida om okej premiär. 
Klungans medlemmar medverkar också i radioprogrammet Mammas nya kille som sänts i Sveriges Radios kanaler P3 och P4 samt som podcast sedan 2005.
Flera av gruppens föreställningar har visats i Sveriges Television. Gruppen har gjort TV-serien Ingen bor i skogen, fem halvtimmesavsnitt som visades i SVT under sommaren 2010. Wretling, Björklund och Fransson har även gjort barnprogrammet Dafo under två säsonger till SVT:s Barnkanalen.

## Föreställningar i urval
- 2006 – Stämning
- 2007 – Jag är en fågel nu
- 2008 – Det är vi som är hemgiften
- 2011 – Se oss flyga över scenen i fruktansvärda hastigheter
- 2014 – På rätt sida om okej
- 2018 – Mammas Nya Kille firar jul på måfå
- 2020 – 2021 – 2022 – Toppa jaget